# Kasztelania słonimska
Kasztelania słonimska – kasztelania mieszcząca się niegdyś w województwie nowogrodzkim, z siedzibą (kasztelem) w mieście Słonim.

## Kasztelanowie słonimscy
| Imię i nazwisko | Okres urzędowania | p.          |
| --------------- | ----------------- | ----------- |
| Jan Makowiecki  | 1793 - 1793       | [ 2 ] [ 3 ] |